# Cyclospermum
Genre
Classification APG II (2003)
Cyclospermum est un genre de plantes à fleurs de la famille des Apiacées. Il comprend 3 espèces de plantes herbacées originaires d'Amérique du Sud.

## Liste d'espèces
Selon ITIS :
- Cyclospermum leptophyllum (Pers.) Sprague ex Britt. & Wilson